# Antoine Simon Durrieu
Pour les articles homonymes, voir Durrieu.
Antoine Simon Durrieu, baron Durrieu, né le 20 juillet 1775 à Grenade-sur-l'Adour (Landes), mort le 8 avril 1862 à Saint-Sever (Landes), est un général et homme politique français,,.

## Biographie
Antoine Simon Durrieu naît le 20 juillet 1775 à Grenade-sur-l'Adour, en Gascogne, et est baptisé le même jour. Il est le fils de Jean Marie Durrieu, notaire, et de son épouse, Marthe Josèphe Castandet.

### Guerres de la révolution et guerres napoléoniennes
Antoine Simon Durrieu effectue ses études au séminaire d'Aire-sur-l'Adour et en sort en 1793 pour se rendre, avec le corps des gardes nationaux de Bayonne, sur les bords de la Bidassoa pour garder à la frontière les positions que la troupe de ligne ne pouvait occuper. En 1795, Il devient capitaine des volontaires basques puis entre en 1795 dans l'armée des Pyrénées-Orientales. La paix faite avec l'Espagne, il passe en Italie et combat dans le Tyrol avec les généraux Joubert et Belliard. Après Malte, il se distingue aussi à la bataille des Pyramides (le 21 juillet 1798) au sein de l'Armée française d'Orient commandée par le général Bonaparte,.
Revenu en France pour cause de santé, il combat courageusement aux batailles d'Engen, de Moeskirch, de Biberach, de Marengo et au passage du Mincio. Il demeure néanmoins capitaine pendant quatorze années. Ayant été blessé en Calabre sous les ordres du général Masséna, il est enfin nommé chef de bataillon en 1807, et dix-huit mois plus tard, colonel sur le champ de bataille de Wagram (5-6 juillet 1809). Le 9 mai 1811, Napoléon le fait chevalier de l'Empire. Lors de la campagne de Russie en 1812, il devient chef d'état-major général du prince Eugène de Beauharnais, qui remarque sa conduite à la bataille de la Moskowa, le 7 septembre,.
La défense de Glogau lui est confiée. Il prend part aux batailles de Lützen et de Bautzen (1813). Devenu général de brigade le 3 juin 1813, il se renferme avec un fort détachement dans Torgau sur l'Elbe, où une fièvre épidémique consume 25 000 hommes. Attaqué par les Prussiens, il leur résiste mais est fait prisonnier en 1814. Il est libéré après la chute de l'Empire.
Rentré en France, lors de l'invasion il est en 1815 chef de division au ministère de la Guerre. Les Cent-Jours l'ayant rappelé à l'activité, il participe aux combats à Fleurus et est blessé à Waterloo le 18 juin 1815.
Napoléon Bonaparte avait dit de Durrieu : « Si tous ceux qui étaient chargés de défendre le sol de France avaient ressemblé à Durrieu, jamais le sol n’eut subi l’outrage d’être foulé par l’étranger. »

### Expéditions en Méditerranée

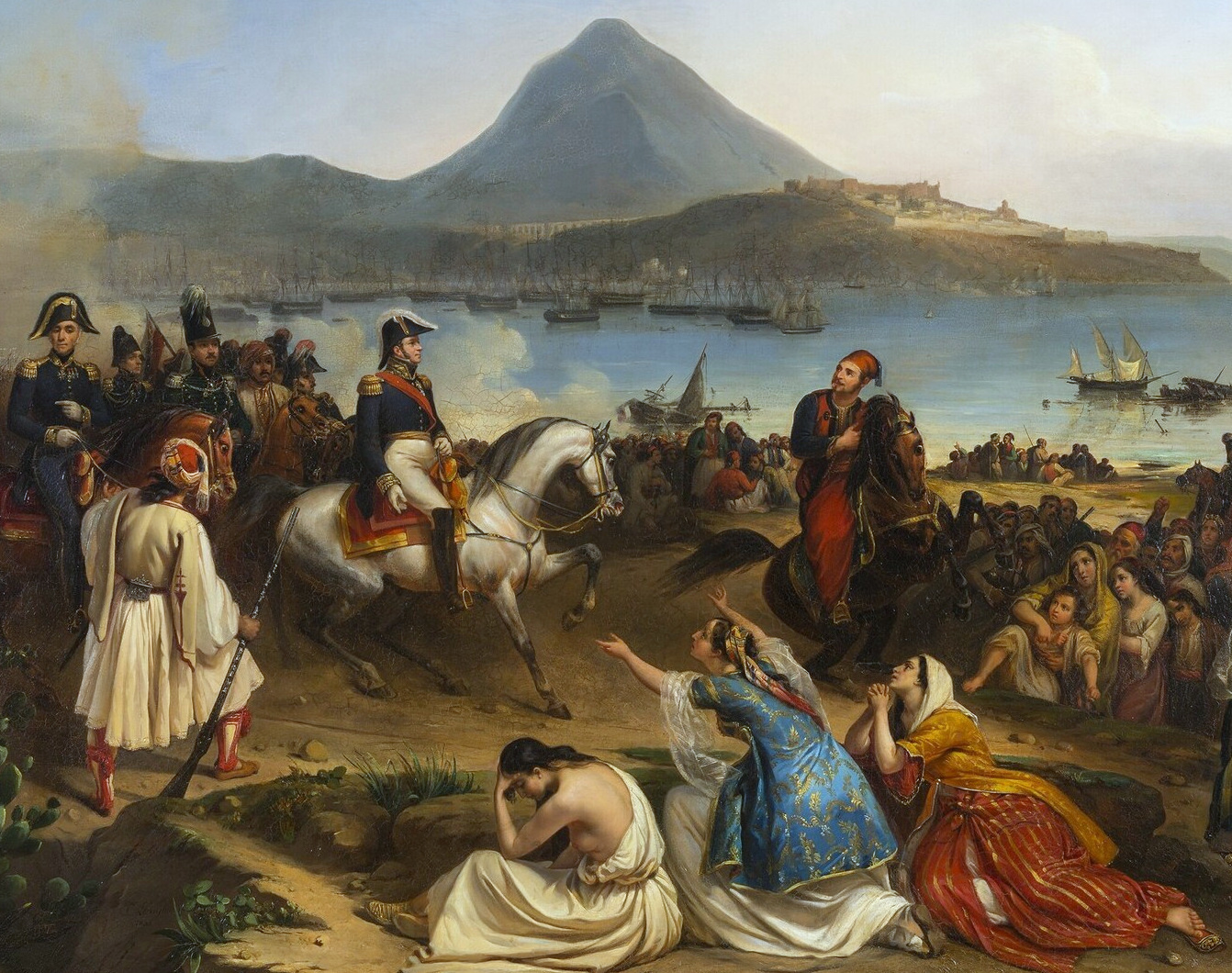
L’expédition française de Morée en 1828 (par Jean-Charles Langlois)

Rallié à la Restauration, il est nommé en 1818, un des seize maréchaux de camp du corps royal d'état-major. Il participe en tant que chef d'état major à l'expédition d'Espagne (1823), puis à l'expédition de Morée (1828) lors de la guerre d'indépendance grecque.
En Grèce, dans le Péloponnèse, Il libère la ville de Modon (le 7 octobre 1828) et prend le « château de Morée » de Patras (le 30 octobre 1828) aux troupes d'occupation turco-égyptiennes d'Ibrahim Pacha. Le Maréchal Maison, sous le commandement duquel il sert, et lui-même, quittent le sol grec après 8 mois de mission, le 22 mai 1829, après avoir totalement libéré le Péloponnèse de l'occupant. Au cours de cette campagne, le 22 février 1829, il est promu par le roi Charles X général de division, puis à son retour en France, baron le 30 juin 1830,.

### Activités parlementaires
Sous la Monarchie de Juillet, chargé du commandement de la division d'Ajaccio, Durrieu reçoit le titre d'inspecteur général d'infanterie en 1833. Candidat du gouvernement, il est élu député du département des Landes (circonscription de Saint-Sever) à la Chambre des députés pour cinq mandats successifs (de 1834 à 1845, IIe - VIe législature). Nommé Pair de France par Louis-Philippe le 14 août 1845, il siège également à la Chambre des pairs entre 1845 et 1848.

Lors de la révolution de 1848, il est placé à la retraite d'office en qualité de général de division, le 30 mai 1848, soit après 54 ans de service dans l’Armée française. Le 11 mai 1851, il est rappelé par les électeurs des Landes pour remplacer l'économiste Frédéric Bastiat à l’assemblée, et est élu pour un mandat de représentant du peuple à l'Assemblée nationale législative de la Deuxième République.

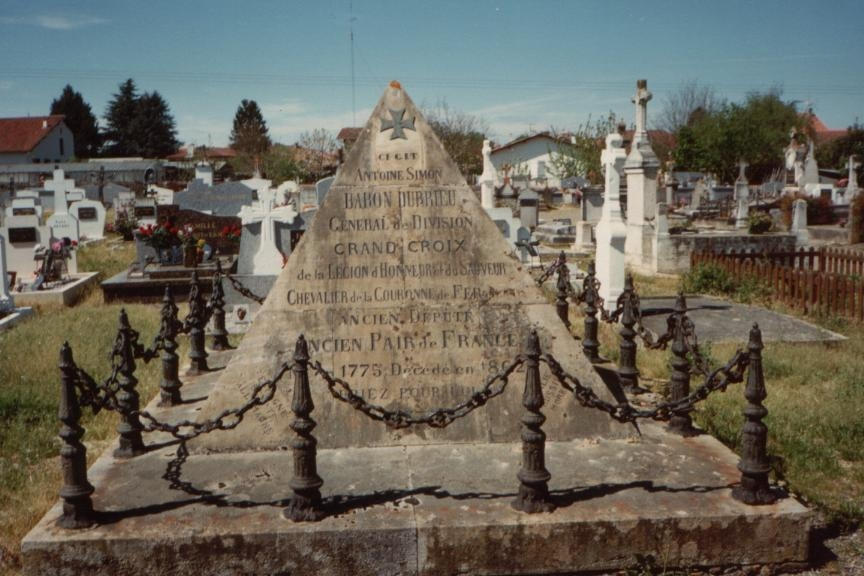
Tombe d'Antoine Simon Durrieu, au cimetière de Saint-Sever (Landes)

Retiré à Saint-Sever après sa retraite définitive, il y meurt le 8 avril 1862. Sa tombe au cimetière municipal est surmontée d'une pyramide à l'égyptienne, probablement en souvenir de la mémorable campagne napoléonienne de 1798.

## Décorations, grades militaires et fonctions représentatives
- Nom gravé sous l'arc de triomphe de l'Étoile (pilier Est, colonne 19)
- 1er baron Durrieu le 30 juin 1830[8].
- Pair de France le 14 août 1845.
- Député du département des Landes (1834-1851)[3]
- Décorations françaises :
  -  Chevalier de l'Ordre de Saint-Louis.
  -  Chevalier de la Légion d'honneur le 13 février 1809.
  -  Officier de la Légion d'honneur le 24 août 1814.
  -  Commandeur de la Légion d'honneur le 29 octobre 1828.
  -  Grand-officier de la Légion d'honneur le 5 janvier 1834.
  -  Grand-croix de la Légion d'honneur le 24 octobre 1859[5].
- Décorations étrangères :
  -  Chevalier de l'Ordre de la Couronne de fer (Royaume d'Italie)
  -  Grand-croix de l'Ordre d'Isabelle la Catholique (Espagne) en 1823.
  -  Grand-croix de l'Ordre du Sauveur (Grèce)
- Grades successifs :
  - Capitaine (1793)
  - Chef de bataillon (1807)
  - Colonel (1809)
  - Général de brigade (1813)
  - Maréchal de camp (1818)
  - Général de division (22 février 1829).